# 4350 Shibecha
A 4350 Shibecha (ideiglenes jelöléssel 1989 UG1) a Naprendszer kisbolygóövében található aszteroida. Ueda Szeidzsi és Kaneda Hirosi fedezte fel 1989. október 26-án.